# 유평 (진정경왕)
진정경왕 유평(眞定頃王 劉平, ? ~ 기원전 90년)은 중국 전한의 황족 · 제후왕으로, 초대 진정왕이다.

## 생애
상산헌왕 유순의 총애하는 첩의 아들이다. 원정 3년(기원전 114년), 아버지가 죽고, 왕가에서 철저히 소외된 서형 유탈(劉梲)이 원한을 품고 태자로서 뒤를 이은 유발의 죄상을 무제에 고해바치니 무제는 왕국을 폐지하였다. 몇 달 후에 이를 불쌍히 여겨 유평에게 상산나라를 폐지하여 세운 상산군에서 3만 호를 떼어 진정나라를 새로 만들어 유평을 왕으로 삼고, 상산헌왕의 가계를 잇게 했다. 진정경왕은 진정경왕 25년(기원전 90년)에 죽어 아들 진정열왕 유언이 뒤를 이었다.